# Leif Salomonsen
Leif Salomonsen, född 8 maj 1898 i Kristiania, död där 31 oktober 1972, var en norsk pediatriker. Han var professor vid Universitetet i Oslo och under perioden 1941–1967 överläkare vid Rikshospitalets barnavdelning.
Efter fullföljd examen artium vid Frogner skole i Oslo inledde Salomonsen sina medicinstudier vid universitetet i denna stad och avlade 1922 medicinsk ämbetsexamen. Han fick tjänsten som assistentläkare vid Rikshospitalets barnavdelning 1926 och blev 1928 specialist i barnsjukdomar. Samma år öppnade han egen praktik i Oslo. Från 1928 till 1930 var han verksam som assistentläkare vid Rikshospitalets patologisk-anatomiska institut. År 1930 blev han medicine doktor på avhandlingen Periodisches Erbrechen und Ketonämie bei Kindern. Han tjänstgjorde som reservläkare vid barnavdelningen från 1930 till 1934, och blev dess överläkare 1941. Samma år befordrades han till professor i pediatrik.
Salomonsen gjorde stora insatser både för pediatrikens utveckling i Norge och för undervisningen i ämnet. Hans forskningsintressen inkluderade bland annat blodsjukdomar hos barn, blodkoagulering och cerebral pares men också barnpsykiatri, som hittills varit outforskad i Norge. Hans insatser bidrog till att Rikshospitalets barnavdelning fick en psykiatrienhet. Salomonsens böcker, som läroboken Propedeutisk pediatri och den populärvetenskapliga Barnepleie har kommit ut i flera upplagor.